# 生甡里
生甡里于1919年填土垫地，始建于1937年，为当时的天津英租界的伦敦道（London Road）、格拉斯哥道（Glasgow Road）和剑桥道（Cambridge Road）［不是剑桥道，是爱丁堡道（Edinburgh Road］围合形成的建筑组团（今和平区成都道、桂林路和重庆道围合形成的建筑组团），目前为一般保护等级历史风貌建筑。

## 历史
1936年，中和银号创始人张泽湘一家决定在天津英租界剑桥道置地建房并买下这块当时属于叶公绰的地产，决定建一片里弄式的住宅，将来出租。当时，张泽湘聘请匈牙利的建筑师负责设计该建筑群。1937年，建筑群建成时，张泽湘以其三个儿子的名字炳生、澜生、锐生名字命名为“生甡里”。此后，生甡里主要外租给当时天津一些公司的白领和职员，比较知名的人士有实业家张叔诚，警察局长李汉元和雍剑秋之子雍鼎臣。目前，生甡里分为成都道117-119号，生甡里2、3、4号，生甡里5、6、7号，重庆道106号，重庆道108-112号共五幢历史风貌建筑。

## 建筑风格
生甡里由七幢建筑形成里弄，中部设有通道连通成都道和重庆道。重庆道106号为独立式住宅，其余建筑均为联排式住宅。建筑为三层砖木结构楼房，建筑顶部为平屋顶，建筑外立面均为硫缸清水砖墙，局部为混水墙面。生甡里每户均设有独立院落院，大部分建筑设有宽大露台。生甡里建筑布局合理，交通便利，当时多为中产阶级租住。

## 建筑图片

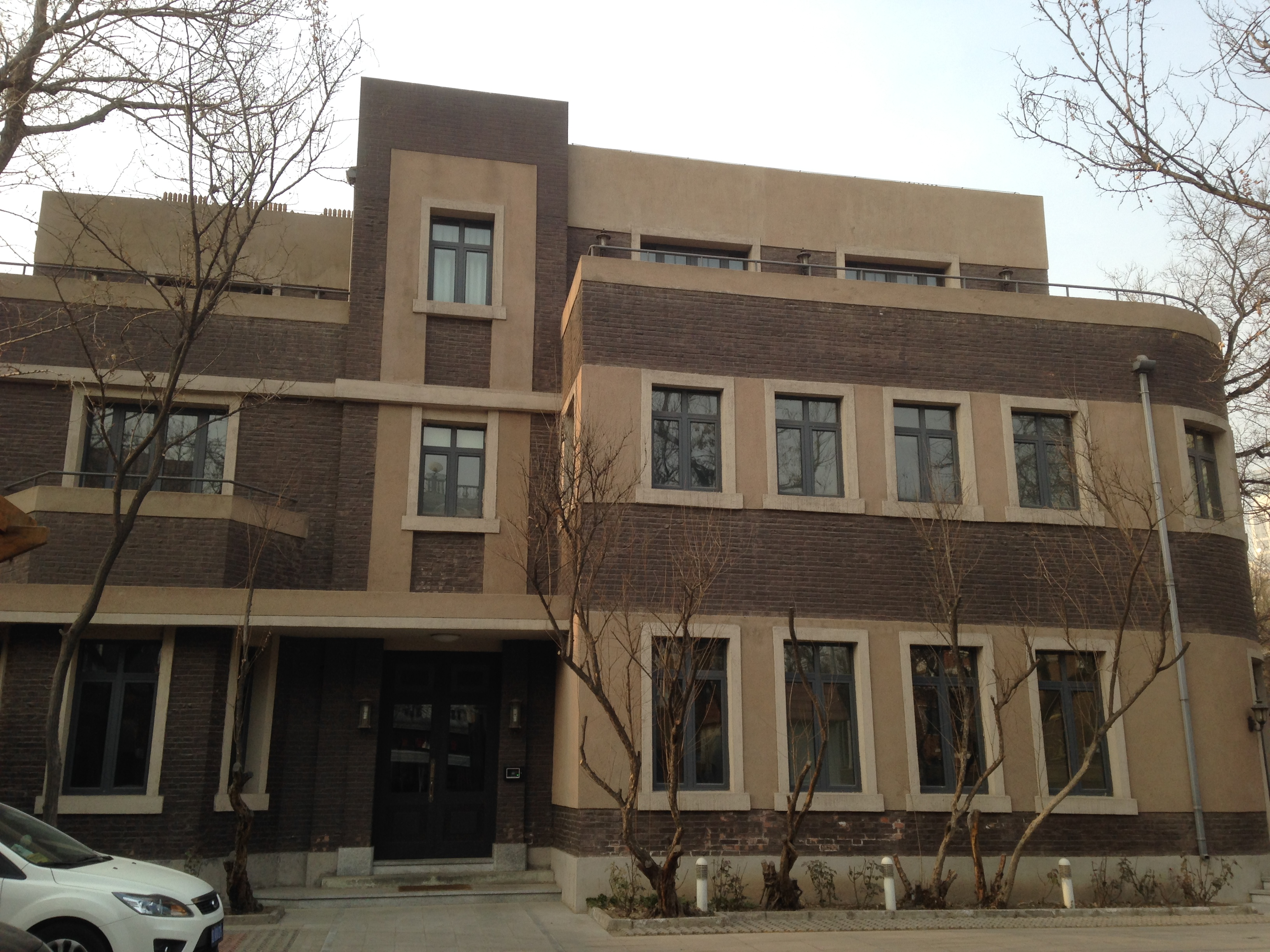
重庆道106号张泽湘旧居
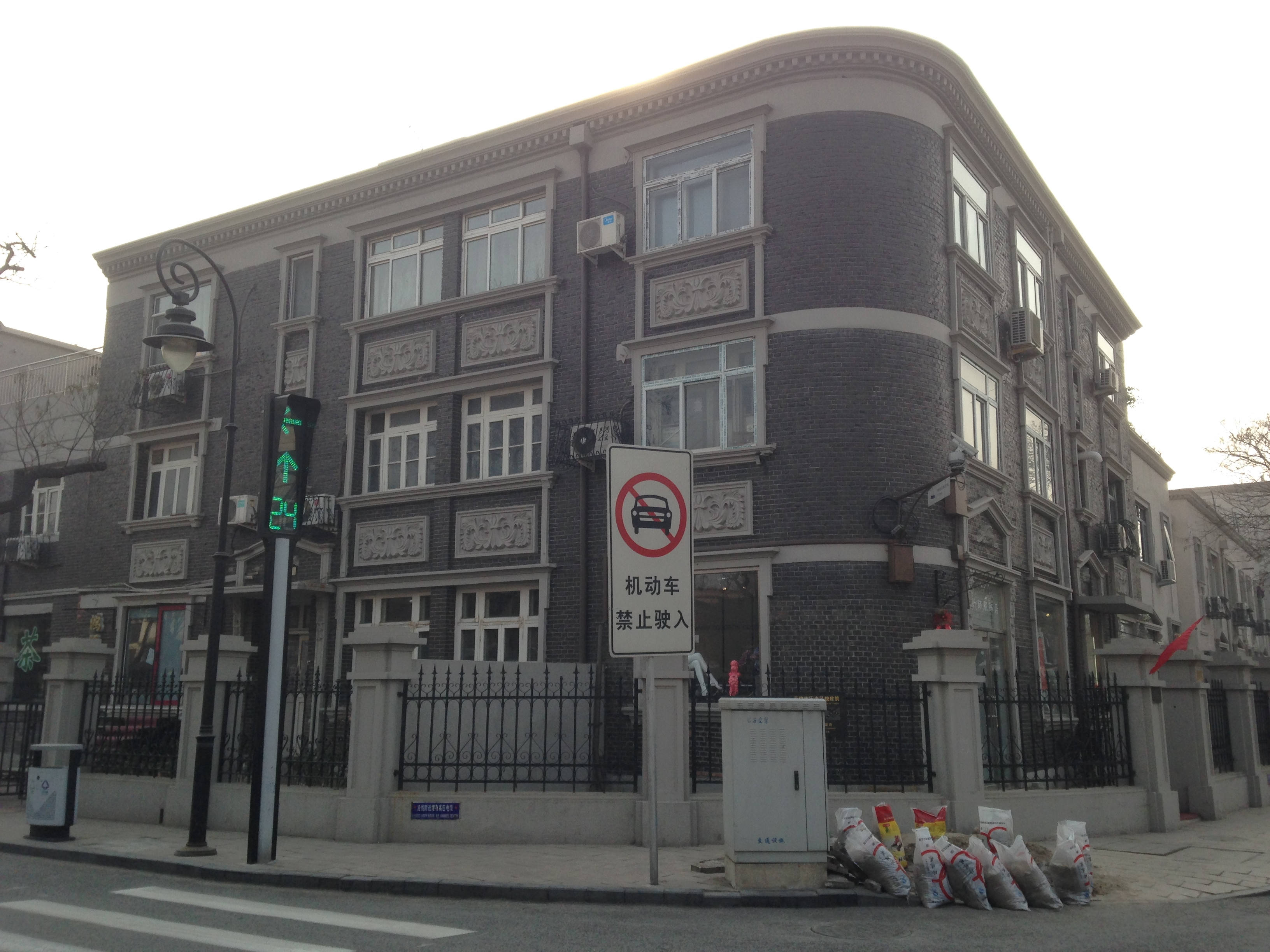
成都道117号
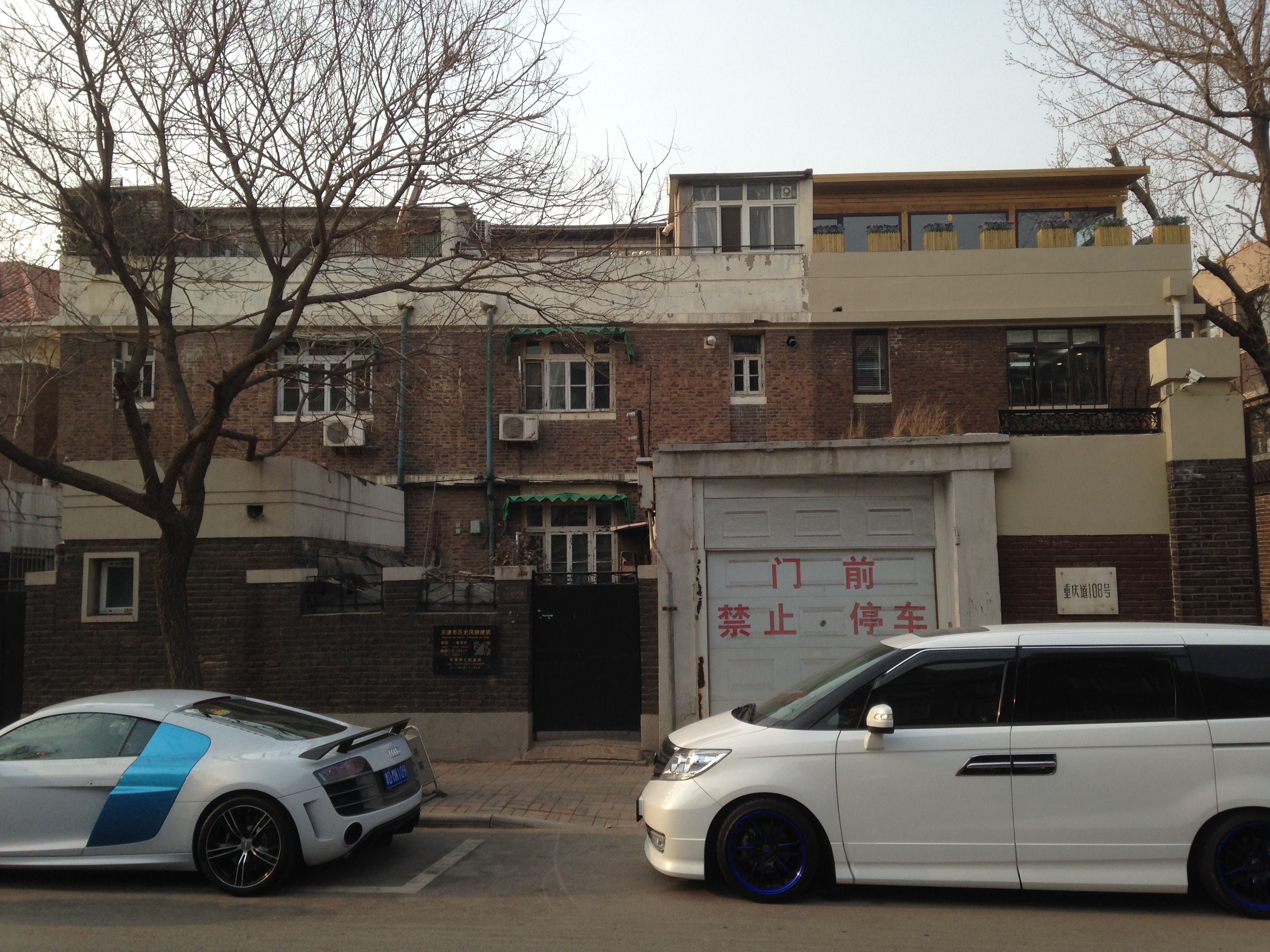
重庆道108-112号
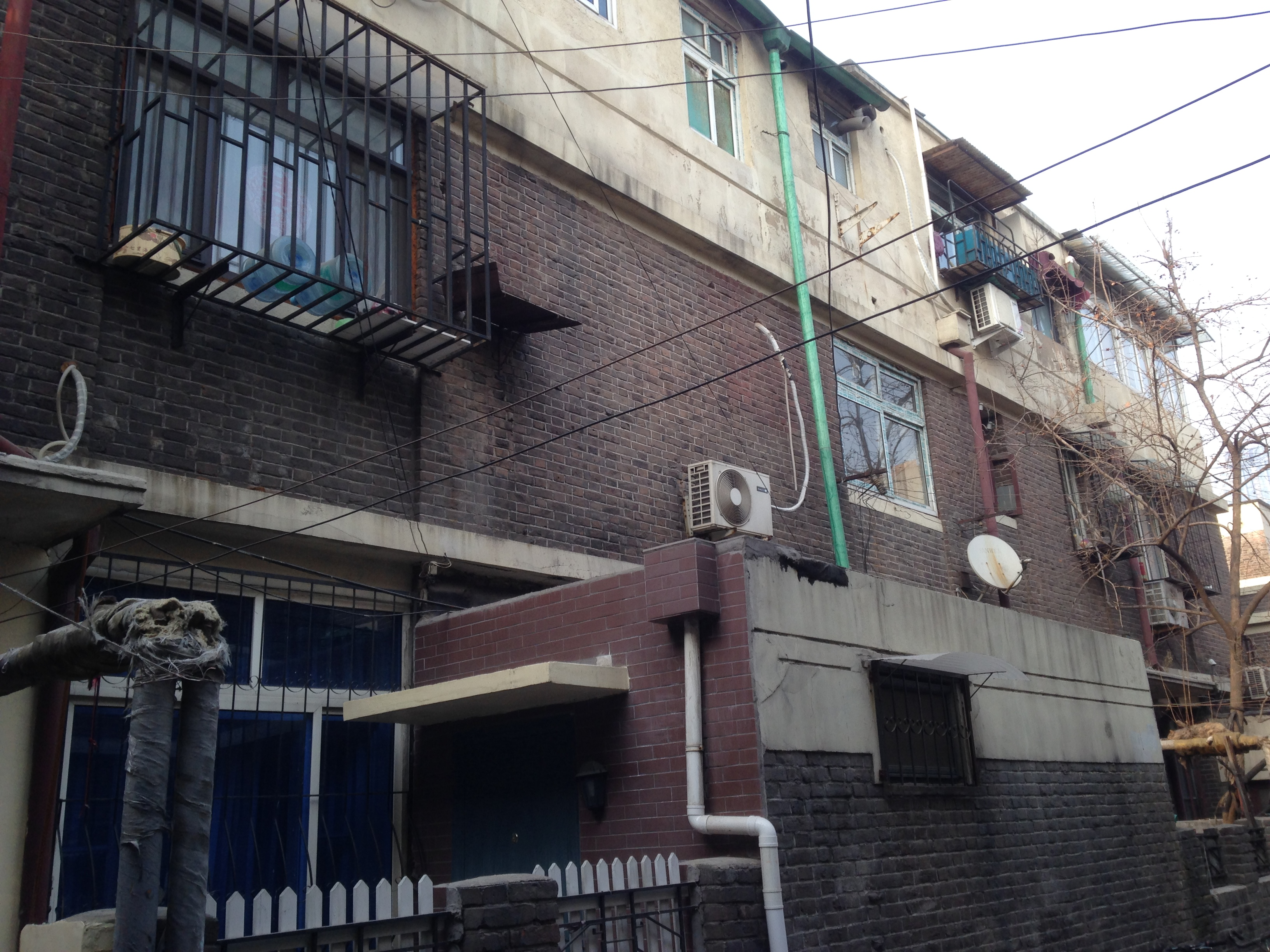
重庆道生甡里2、3、4号
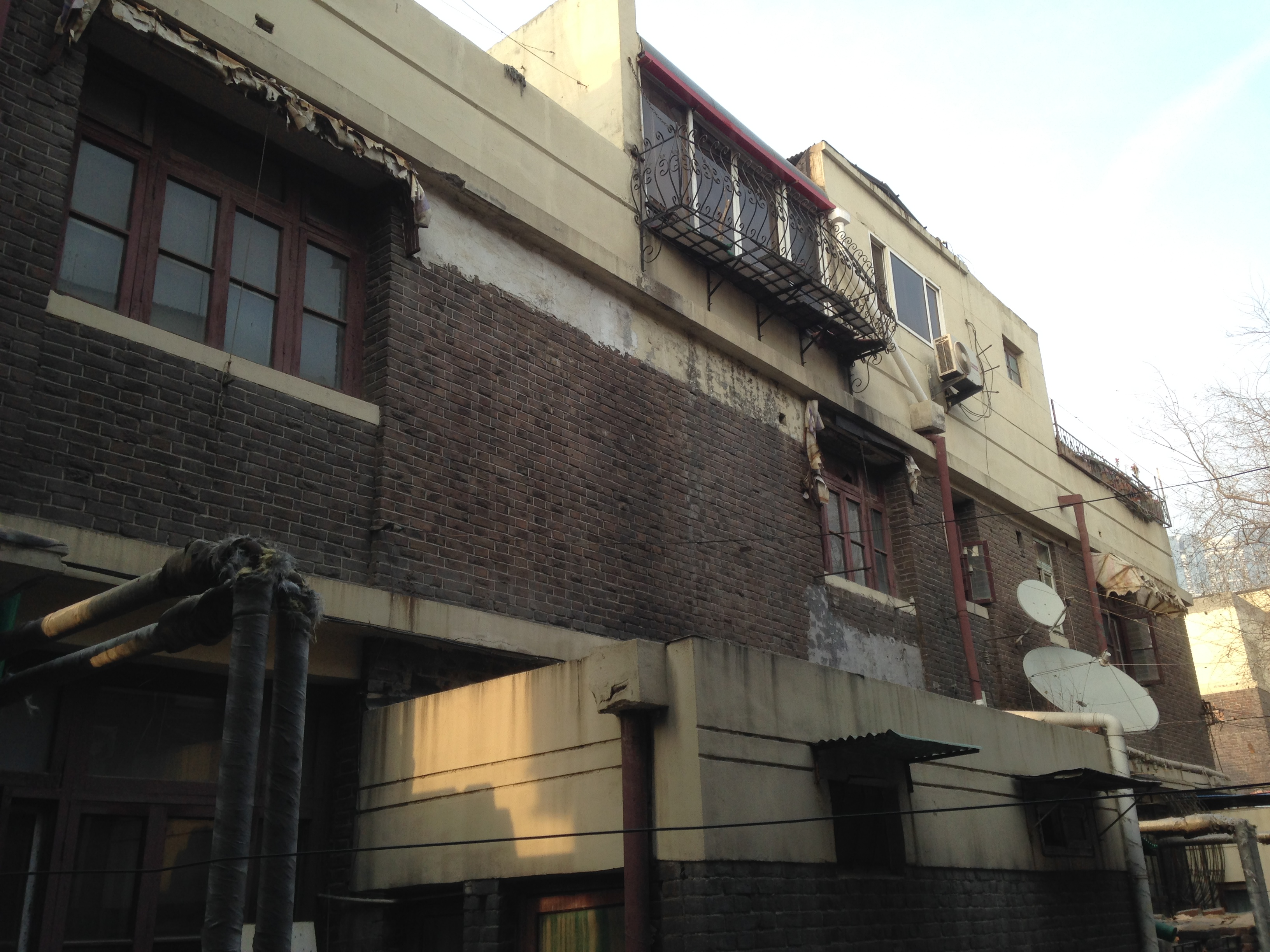
重庆道生甡里5、6、7号